# Гіркий корінь різнобарвний
Гіркий корінь різнобарвний, сосюрея різноколірна (Ptilostemon echinocephalus) — вид квіткових рослин з родини айстрових (Asteraceae).

## Біоморфологічна характеристика
Це багаторічна рослина 5—40 см. Стебло павутинисто запушене. Листки знизу біло-повстяні, зверху яскраво-зелені; прикореневі — на довгих некрилатих ніжках. Квітки блакитно-фіолетові або темно-рожеві. Пиляки темно-блакитні. Сім'янки 4–5 мм завдовжки, зворотно-конічні, злегка криві; поверхня дрібно-ребриста, гладка неблискуча, блідо-коричнева. Внутрішні волоски чубка в 1.5–2 рази довші за зовнішні. 2n=26. Період цвітіння: липень — вересень.

## Поширення
Вид росте в Європі: Австрія, Ліхтенштейн, Болгарія, Словаччина, Франція, Німеччина, Італія, Румунія, Швейцарія, Україна, Словенія.
Населяє сонячні й кам'янисті гірські луки, вологі й вапнякові ґрунти. 
В Україні росте на вапнякових скелях — у Карпатах (хр. Чорний Діл, гора Великий Камінь), дуже рідко. У ЧКУ має статус «зникаючий».

## Галерея

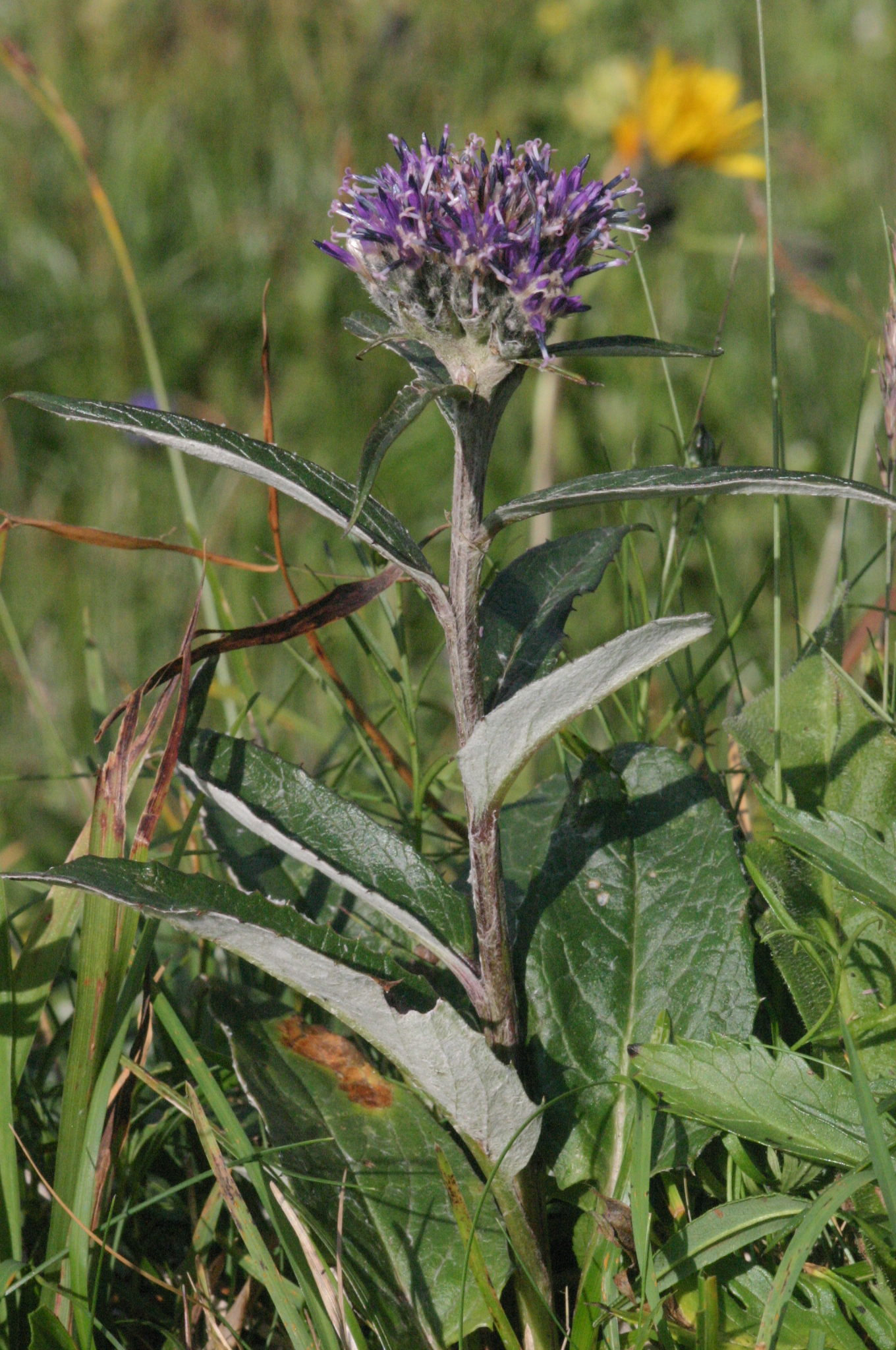
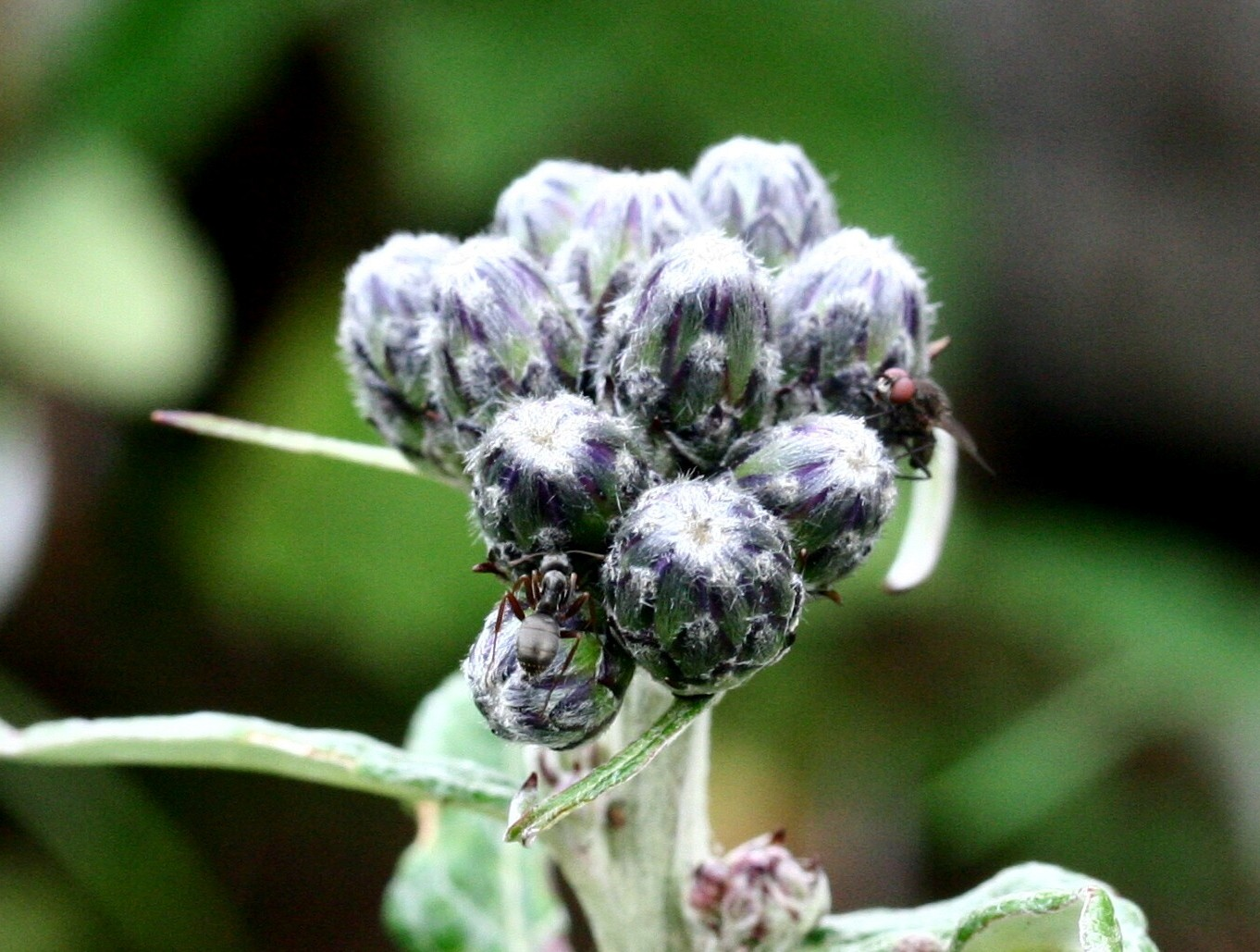
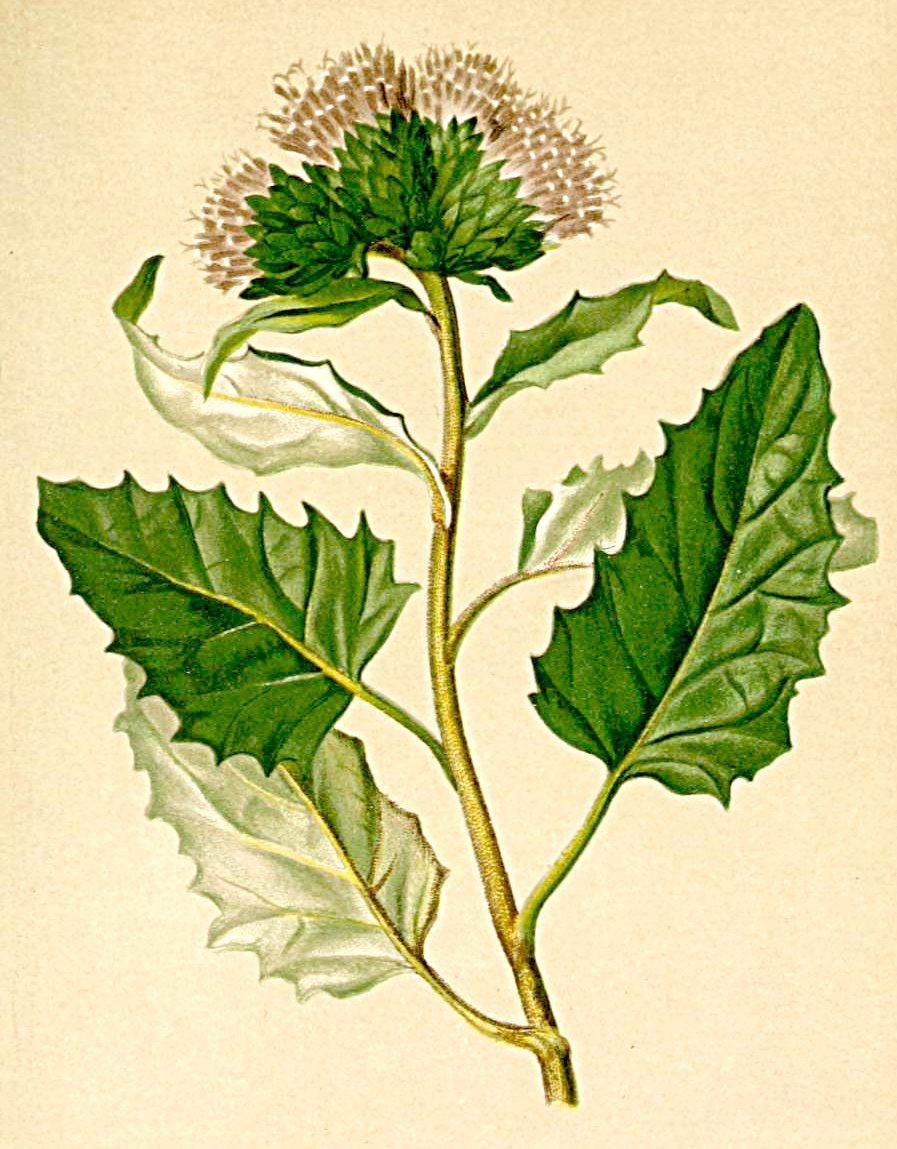